# Yuripachys
Yuripachys is een uitgestorven geslacht van wantsen uit de familie van de Ochteridae. Het geslacht werd voor het eerst wetenschappelijk beschreven door Popov in 1986.

## Soorten
Het genus bevat de volgende soort:

- Yuripachys dubius (Popov, 1986)